# Внешняя политика Израиля
Внешняя политика Израиля — общий курс Государства Израиль в международных делах. Внешняя политика регулирует отношения Израиля с другими государствами. Реализацией этой политики занимается Министерство иностранных дел Израиля.
По состоянию на сентябрь 2020 года Израиль поддерживал дипломатические отношения со 160 странами и имеет 107 дипломатических миссий.

## История
До создания Израиля функции представителя еврейского населения подмандатной Палестины выполняло Еврейское агентство. В его составе функционировал политический отдел, которым руководил Моше Шарет и который впоследствии стал базой для создания Министерства иностранных дел Израиля. Политический отдел и руководство Еврейского агентства в целом приложили большие усилия для принятия решения ООН о разделе Палестины на два государства — еврейское и арабское и последующего признания Израиля. Существенный вклад в создание и международное признание Израиля внесла Всемирная сионистская организация.

### 1948—1956
14 мая 1948 года была провозглашена независимость Израиля, а 15 мая на его территорию вторглись войска соседних арабских стран с целью ликвидации еврейского государства. Однако Израиль выиграл войну и отстоял свою независимость. При помощи ООН было достигнуто перемирие. 11 мая 1949 Израиль вступил в ООН.
После окончания Войны за независимость Израиля одной из важнейших задач правительства стало налаживание отношений с другими странами. Арабские страны, не признававшие раздел Палестины, отказались признать еврейское государство. Некоторые из них не признают Израиль и в настоящее время. Учитывая враждебное отношение окружающих арабских стран, в Израиле была разработана так называемая «периферийная стратегия», которая заключалась в налаживании отношений с религиозно-этническими меньшинствами в этих странах.
13 декабря 1949 года Давид Бен-Гурион, первый глава израильского правительства, объявил в Кнессете о переводе всех правительственных учреждений в столицу государства — Иерусалим. В апреле 1950 года Трансиордания заявила об аннексии Западного берега реки Иордан, позже объявив входящий в него Восточный Иерусалим альтернативной столицей и неделимой частью самой переименованной Иордании.
Среди израильских руководителей Бен-Гурион был наиболее последовательным сторонником активистской внешнеполитической линии без учёта внешних ограничений. Он всегда утверждал, что решение израильских проблем должно опираться на внутреннюю силу и создание реальности, с которой все будут вынуждены считаться. В обращении к первой конференции дипломатических представителей Израиля, состоявшейся в Тель-Авиве в июле 1950 года, он сказал:

Внешняя политика и оборонная политика служат одной и той же цели. Если объяснения не помогают, прибегают к силе. Сила — это не только армия, но и возможность создания политической реальности. … Когда государство было провозглашено, перед ним встали три проблемы: проблема границ, проблема беженцев и проблема Иерусалима. Ни одна из них не была и не будет решена путём убеждения. Их решению может способствовать только признание необратимости политических изменений.
Израиль возражал против возвращения Германии, «чье отвратительное прошлое не изжито, чья вина не искуплена и чей характер остался прежним», в международное сообщество. Израиль направил ноту протеста всем оккупационным державам — СССР, США, Франции и Великобритании. Израиль потребовал компенсаций жертвам фашизма и репараций в размере полутора миллиардов долларов потраченных Израилем на обустройство евреев с оккупированных Германией территорий. Правительство СССР оставило израильскую ноту протеста без внимания, однако другие страны выдвинули предложение прямых переговоров между Израилем и ФРГ. Западная Германия согласилась на ведение переговоров о репарациях на сумму один миллиард долларов (из требуемых полутора миллиардов). Израиль подчёркивал что данные выплаты являются чисто символическими и минимальными в результате 10 сентября 1952 года в Гааге было подписано соглашение о выплате репараций в течение двенадцати лет.
С самого начала деятельности израильских дипломатов в странах коммунистического блока вся их деятельность была направлена на разрешение евреям из этих стран репатриироваться в Израиль. Однако эти усилия не принесли результата. Более того, в СССР и Чехословакии прошёл ряд судебных процессов, расцененных за рубежом как антисемитские — «дело врачей» и «дело Сланского». После попытки совершения теракта во дворе советского представительства в Тель-Авиве в 1953 г. СССР полностью разорвал дипломатические отношения с Израилем.
В дальнейшем отношения между Израилем и странами Восточного блока стали налаживаться. Но вопрос о репатриации оставался без разрешения. В 1955 году отношения между СССР и Израилем ухудшились из-за поставок оружия в соседние арабские страны (в частности, Египет).

### 1956—1967
С 1956—1957 годы произошла Вторая арабо-израильская война, одним из последствий которой стало ухудшение отношений между Израилем и США. Однако в последующие два года отношения были восстановлены, США начали поставку в Израиль оборонительного оружия, в 1964 году премьер-министр Израиля Леви Эшколь посетил США с официальным визитом. В этот же период началась интенсификация французско-израильских отношений. В 1957 году между Израилем и Францией был заключён договор о поставках современного оружия, самолётов и ракет класса «воздух-воздух». Развивались контакты армий Израиля и Франции.
В этот же период арабские страны поставили в ООН вопрос об арабских беженцах. Позиция Израиля оставалась неизменной: укоренение беженцев в странах их нынешнего проживания. Израиль предлагал арабским странам финансовые компенсации, однако с учётом тех материальных средств которые бросили арабские евреи когда бежали из своих стран.
В начале 1950-х годов в нескольких странах Европы произошли вспышки антисемитизма, Израиль выразил ноту протеста этим странам, в ответе эти страны выразили солидарность с Израилем и готовность к принятию мер к наведению порядка. Комиссия по правам человека приняла ряд резолюций, осуждавших действия антисемитов и потребовала от правительств этих государств наказать виновных.
В марте 1959 года египетские власти начали конфискацию грузов на судах, идущих по Суэцкому каналу в адрес Израиля. В ответ Израиль потребовал от ООН и важнейших морских держав обеспечить его право свободного судоходства в международных водах. Со стороны Сирии были попытки отвести воды Иордана к себе, тем самым лишив сельскохозяйственные поселения на Севере Израиля влаги. Иордания также препятствовала посещению евреями святых мест в Иерусалиме.
Рост напряжённости в отношениях с арабскими странами, поддерживаемыми СССР, привёл к Шестидневной войне.

### 1967—1973
В ходе Шестидневной войны Израиль воевал одновременно с Сирией, Иорданией и Египтом. В ходе боёв израильская армия заняла Синайский полуостров, Самарию, Голанские высоты и Сектор Газа. Кнессет принял «Закон об охране святых мест», гарантирующий безопасность священных мест и свободу отправления культа для представителей всех религий.
10 июня 1967 года Советский Союз и его сателлиты разорвали дипломатические отношения с Израилем. СССР внёс в ООН несколько предложений о признании Израиля в качестве агрессора, но большинством голосов эти предложения были отклонены. На Чрезвычайной Ассамблее ООН, созванной специально для решения конфликта, делегаты так и не пришли к общему решению, но было принято решение передать вопрос в Совет Безопасности ООН. Резолюция Совета Безопасности № 242 от 22 ноября 1967 года требовала вывода израильских войск с занятых территорий и урегулирования проблемы беженцев при прекращении всех взаимных претензий и признание прав на существование и территориальную целостность всех государств в регионе. Египет и Иордания по прошествии некоторого времени приняли резолюцию, однако Сирия её отвергла.

В сентябре 1967 года в столице Судана состоялась конференция Лиги арабских государств, участники которой потребовали от Израиля возврата к границам 1967 года. Ими была объявлена политика «трёх нет»: «нет миру с Израилем, нет признанию Израиля, нет переговорам с Израилем». В 1970-е годы Израиль ощущал поддержку от большинства европейских государств, за исключением Франции, отношения с которой были испорчены французским желанием иметь влияние в Северной Африке.

### 1973—1979
6 октября 1973 года Египет и Сирия при поддержке Ирака и Иордании внезапно напали на Израиль. В первые дни войны Израиль понёс большие потери, однако ситуация изменилась, как только Израиль провёл полную мобилизацию. В течение недели Израиль восстановил положение и перешёл в активное наступление. 23 октября Совет Безопасности ООН принял резолюцию № 338, подготовленную СССР и США. Она требовала немедленного прекращения огня, начала переговоров и формирования сил ООН, призванных занять позиции между враждующими армиями. США стали посредником в арабо-израильских переговорах. Израиль согласился принять участие в международной конференции по урегулированию арабо-израильского конфликта, открывшейся в Женеве в декабре 1973 года под эгидой США и СССР.
После и во время войны Судного дня арабские страны пытались оказать давление на союзников Израиля, было введено эмбарго на продажу нефти, однако от такой политики им вскоре пришлось отказаться, так как это приносило большой ущерб зависимым от экспорта нефти экономикам арабских стран. Также влиятельные арабские страны оказывали давление на африканские государства, в результате многие из них формально разорвали официальные отношения с Израилем, но на деле в этих странах работали неофициальные израильские посольства и консульства.
Тяжёлая обстановка была также в отношениях с ООН, потому что большинство стран ООН принадлежали к странам третьего мира, и большое влияние на них оказывали арабские страны и страны коммунистического блока. В ноябре 1975 года арабское влияние в ООН достигло высшей точки, когда Генеральная Ассамблея приняла резолюцию, поддержанную Советским Союзом и странами Восточной Европы, квалифицировавшую сионизм как «форму расизма и расовой дискриминации», что вызвало возмущение в западных странах. Следующим антиизраильским шагом ООН, стало признание Организации освобождения Палестины в качестве легитимного представителя арабов Палестины, несмотря на то, что Израиль постоянно напоминал мировому сообществу о террористическом характере данной организации.

В 1977 году было достигнуто мировое соглашение между Израилем и Египтом. 5 сентября 1978 года в американском городе Кэмп-Дэвид были достигнуты соглашения между Израилем и Египтом получившими название Кэмп-Дэвидские соглашения. В ноябре 1977 состоялся исторический визит президента Египта Анвара Садата в Израиль, где он выступил перед Кнессетом в Иерусалиме, признав за еврейским государством, таким образом, право на существование.

### 1979—1987
30 июня 1980 года израильский парламент принял Закон об Иерусалиме, согласно которому отныне Иерусалим является единой и неделимой столицей государства Израиль.
После убийства президента Египта Анвара Садата новый президент Египта Мубарак заявил что Египет будет выполнять принятые ранее соглашения, Израиль вывел все свои войска и поселенцев с Синая. Новое египетское руководство интерпретировало мирный договор как политическое соглашение, обязывающее две нации к мирному сосуществованию, но не требующее дружбы и тесного сотрудничества между ними. Чтобы не нарушить мир, Египет больше не стал поднимать вопрос об автономии арабов Иудеи, Самарии и Сектора Газа. Разногласия в вопросах границы в районе Табы близ Эйлата были восприняты в Египте как крупнейшая национальная проблема, в 1982 году Израиль начал операцию против баз ООП в Ливане, вследствие этого Египет отозвал своего посла в Израиле.
Европейское экономическое сообщество, являющееся основным рынком сбыта для израильской продукции, в июне 1983 года на конференции министров иностранных дел в Штутгарте приняло курс нормализации отношений с Израилем, нарушенных в результате ливанской кампании. В 1985 году наметилось улучшение отношений с Венгрией и Польшей, с этими странами было достигнуто соглашение об обмене неофициальными представителями.
На выборах партия Авода выступила за так называемый «территориальный компромисс». «Территориальный компромисс» предусматривал передачу части Иудеи и Самарии, а также Сектора Газа Иордании. 11 апреля 1987 года министр иностранных дел Израиля Шимон Перес провёл неофициальную встречу с иорданским королём Хусейном, на этих переговорах была достигнута договорённость, что израильско-иорданские мирные переговоры будут осуществляться в рамках международной конференции при участии держав — постоянных членов Совета Безопасности ООН. Перес считал что такой вид переговоров будет самым удобным для иорданской стороны, это не вызовет осуждение Иордании в арабском мире и иорданской общественности. Советский Союз заявил, что не в его интересах ограничиваться только церемониальной ролью в деле урегулирования арабо-израильского конфликта.
Встреча короля Иордании Хусейна с Шимоном Пересом, не была согласована с премьер-министром Израиля Ицхаком Шамиром, который являлся лидером партии Ликуд, и выступал против концепции международной конференции, в которой будут участвовать про-арабски настроенные Советский Союз и Китай. Споры между сторонниками и противниками «лондонских соглашений» только затруднили и без того слабое сотрудничество между Ликудом и Аводой — правительство распалось на два враждующих блока.
Вследствие начавшейся в 1987 году первой интифады в полосе Газы, немедленно распространившейся на Иудею и Самарию, и вызванных этим политических процессов полностью сделали невозможными переговоры между Израилем и Иорданией. В это же время значительно улучшились отношения Израиля с СССР и США. С началом перестройки изменилось отношение советского общества к Израилю, все больше советских евреев выезжало на постоянное место жительства в Израиль.
Война между Ираком и Ираном сняла угрозу для Израиля со стороны Ирака, который за последние десять лет только набирал свою военную мощь и наиболее влиятельной в военном отношении арабской страной в регионе, углубился конфликт между Ираком и поддерживавшей Иран Сирией, это помешало созданию мощной антиизраильской военной коалиции на севере.
Организация освобождения Палестины оказалась в тяжёлом положении, в ходе операции Мир Галилее ООП была изгнана из Ливана. Ясир Арафат, которому пришлось обосноваться в Аммане, был вынужден дать согласие королю Хусейну на то, что в случае арабо-израильских переговоров Иордания представляла палестинцев в возможных переговорах с Израилем; это согласие фактически игнорировало постановление конференции в Рабате (1974 г.), отказавшее Иордании в праве выступать от имени палестинцев. В это же время ООП распространило свою деятельность на Европейские страны, что вызвало возмущение в европейском обществе, в связи с этим изменилась позиция государств, которые ранее симпатизировали Арафату и его организации.
После вывода израильских войск из Ливана на приграничной территории с Ливаном, был создан пояс безопасности, который включал в себя около 10 процентов территории Ливана, на этих территориях проживало 250 000 мусульман-шиитов и небольшое христианское меньшинство. Порядок в поясе безопасности поддерживали местные воинские формирования (Армия Южного Ливана).
Среди гражданского населения Израиля после вывода израильских сил из Ливана жертв не было, вплоть до ракетного обстрела весной 1992 г., в результате которого погиб маленький ребёнок и несколько человек были легко ранены.

### Конец 1980-х — 1990-х
В этот период перед внешнеполитическим ведомством Израиля стояли три главные задачи:
- расширение дружеских и партнерских отношений со странами, с которыми были установлены дипломатические отношения;
- установление дипломатических отношений со странами, с которыми до этого официальных отношений не было;
- заключение мирных договоров с арабскими странами.

В это время в Австрии к власти пришёл Курт Вальдхайм, причём прошлое нового президента Австрии тщательно скрывалось: Вальдхайм служил в немецкой армии во время Второй мировой. Подобное прошлое политика не могло не ухудшить отношения Австрии и Израиля, и в результате Израиль отозвал из Австрии своего посла.
В эти же годы уменьшилось сотрудничество с ЮАР, это было следствием международного давления, которое оказывали США: Америка требовала осудить ЮАР и принять участие в международных санкциях против расистского режима, установленного в этой стране.
Дипломатические отношения с Израилем начали восстанавливать африканские страны: в 1982 году — Заир, в 1983 — Либерия, а вслед за ними и многие другие страны Африки, в том числе Кот-д’Ивуар, Камерун и Эфиопия.
Восстановление отношений с Эфиопией было особо важно для Израиля. Эфиопия единственная немусульманская страна на побережье Красного моря, кроме того Эфиопия часто воевала со своими мусульманскими соседями. С конца 1970-х гг. Израиль добивался репатриации эфиопских евреев, положение которых при режиме Менгисту Хайле Мариама и в условиях непрекращающейся гражданской войны, становилось всё тяжелее. Восстановление дипломатических отношений с Эфиопией помогло репатриации местных евреев, но в обмен на это Израилю пришлось сотрудничать с диктаторским режимом в этой стране, что не могло не вызвать возмущения мирового сообщества.
В мае 1992 года были восстановлены дипломатические отношения с крупнейшей по численности населения страной Африки — Нигерией. В это же время Венгрия, Польша, Чехословакия и Болгария восстановили дипломатические отношения с Израилем.
Улучшение отношений с СССР, вызванное началом перестройки, постепенно перетекало в настоящие дипломатические отношения, в этот период устанавливаются культурные, торговые и туристические связи Израиля и СССР. Советский Союз постепенно отошёл от уже устоявшегося внешнеполитического курса в отношении Ближнего Востока, это и вызвало нормализацию отношении с Израилем. В 1991 году министр иностранных дел СССР Борис Панкин посетил Иерусалим, отношения между СССР и Израилем вернулись на уровень 1967 года. Новым послом СССР в Израиле стал Александр Бовин. После распада Советского Союза Израиль установил дипломатические отношения с большинством новообразованных государств.
Особые дипломатические отношения складываются в этот период у Израиля и США. В период с 1984 по 1988 год Америка оказала Израилю финансовою помощь размером 13,25 миллиардов долларов безвозмездно. В 1985 году было подписано соглашение о беспошлинной торговле между двумя странами. В 1987 г. статус «союзника США, не являющегося членом НАТО». После развала СССР и окончания холодной войны, надобность Израиля как геополитического и экономического союзника на Ближнем Востоке уходит в прошлое, теперь сотрудничество двух стран основывалось на моральных обязательствах.
Ухудшение репутации Израиля в глазах американской общественности было вызвано, политическим скандалом, Израиль оказался замешан в продаже оружия Ирану, который в это время воевал с Ираком, одним из самых влиятельных противников Израиля в регионе. Расследования так и не установили роль израильского правительства в этих сделках; израильское правительство опровергло свою причастность. Ещё один удар по репутации Израиля нанесло дело Полларда — американского еврея осуждённого за шпионаж в пользу Израиля. В 1987 году Поллард был приговорён к пожизненному заключению, его жена Энн Хендерсон была приговорена к пятилетнему заключению.
Следующим важным этапом в отношениях между США и Израилем, стала экстрадиция в Израиль Ивана Демьянюка, который подозревался в участии в массовых уничтожениях евреев в лагерях смерти Треблинка и Собибор, с требованиями выдачи Демьянюка также выступал Советский союз. Однако США выдали преступника именно Израилю, тем самым признав Израиль официальным представителем еврейского народа.
В конце 1980-х годов геополитическая обстановка в мире изменилась, распад СССР сделал США единственной сверхдержавой. К власти в Америке пришёл Джордж Буш (старший), он сменил на этом посту Рейгана в период правления которого между двумя странами сложились дружественные отношения.
В 1988 году Израиль передал Египту последние оккупированные в ходе военных конфликтов территории, это был небольшой курортный город на границе двух стран. После разрешения спора о Табе израильско-египетские отношения продолжали оставаться «холодными».
Совершенно новый виток во внешней политики Израиля был запущен приходом к власти Ицхака Рабина, в своей предвыборной кампании Рабин обещал прекратить строительство экономически невыгодных для государства поселений в Газе, Иудеи и Самарии. Через несколько часов после избрания Рабина главой государства президент США пригласил его посетить свою страну. Джордж Буш дал согласие на продажу еврейскому государству партии новейших американских истребителей.
20 января 1993 года к исполнению президентский обязанностей в США приступил Билл Клинтон, период его правления был одним из самых плодотворных периодов американо-израильских отношений.
Согласно плану Рабина американские войска должны будут контролировать новую границу между Сирией и Израилем, Голанские высоты должны быть переданы Сирии. Меньшую роль И. Рабин отводил США в переговорах с палестинскими арабами, поскольку воздействие, которое американская администрация могла оказать здесь, было весьма ограниченным.

### Процесс Осло
В 1993 и 1995 годах в Осло были подписаны двусторонние соглашения между Израилем и Организацией освобождения Палестины с целью урегулирования израильско-палестинского конфликта.

## Отношения Израиля с другими странами

### Союзники
Основными союзниками Израиля являются США, государства НАТО и ЕС, Великобритания, Австралия, Индия, Япония.
США были вторым государством после СССР, признавшим Израиль. Президент США Гарри Трумэн лично приложил большие усилия для поддержки плана ООН о разделе Палестины. Израиль получил статус основного союзника США вне НАТО. США является основным военно-стратегическим партнёром Израиля.
Тесные связи между Израилем и Германией включают взаимодействие в науке, образовании, военном партнёрстве и экономике. Индия начала полные дипломатические отношения в 1992 году и с тех пор поощряет военное и культурное сотрудничество с Израилем. Великобритания поддерживает полные дипломатические отношения с Израилем с момента его образования, а также имеет сильные торговые связи. Израиль является 23-м по величине торговым партнёром Великобритании.

### Отношения с арабскими и мусульманскими странами
Только пять членов Лиги арабских государств имеют урегулированные взаимоотношения с Израилем. Египет первым из них подписал мирный договор в 1979 году, Иордания — в 1994 году. В 2020 году В рамках Соглашений Авраама Израилем были подписаны мирные договоры с Объединёнными Арабскими Эмиратами (ОАЭ), Бахрейном и Марокко.
Мавритания наладила полноценные дипломатические отношения в 1999 году, однако в январе 2009 года заявила о замораживании политических и экономических отношений с Израилем в связи с израильской операцией в секторе Газа, а 6 марта власти страны предоставили сотрудникам посольства Израиля в Нуакшоте 48 часов для того, чтобы покинуть страну. Тунис, имел дипломатические отношения с Израилем до 2000 года, но с началом второй интифады временно их приостановил.
Иран имел неофициальные дипломатические отношения с Израилем во время правления династии Пехлеви, но после Иранской революции разорвал все связи.
Турция и Израиль не поддерживали полных дипломатических взаимоотношений вплоть до 1991 года, хотя и всячески взаимодействовали с 1949 года, с момента признания Турцией Израиля. Однако Турция тесно связана с мусульманскими странами общей религией, что, несомненно, влияет на её отношение к Израилю. После израильской операции «Литой свинец» в 2009 году и конфликта с захватом «Флотилии свободы» в 2010 году отношения Израиля и Турции резко ухудшились, а после начала войны в Газе с 2023 года находятся на грани разрыва.
Одними из немногих мусульманских стран, имеющих развитые политические и экономические отношения с Израилем, являются Азербайджан и центральноазиатские республики бывшего СССР, такие как Кыргызстан, Казахстан и Узбекистан.
В январе 2019 года в Чад с официальным визитом прибыл израильский премьер-министр Биньямин Нетяньяху. Во время визита было объявлено о восстановлении дипломатических отношений между двумя странами, разорванных в 1972 году.
1 февраля 2021 года Израиль подписал соглашение об установлении дипломатических отношений с Косово. 14 марта того же года в Иерусалиме было открыто первое посольство мусульманской страны.

#### Вражеские государства в законодательстве Израиля
Законодательство Израиля оперирует понятием ивр. מדינת אויב‎ — «вражеское государство». При этом не существует единого строгого определения для этого термина. Как правило, законы и ведомственные постановления, пользующиеся этим понятием, ссылаются на один из двух законов, содержащих перечень вражеских государств. Закон о торговле от 1939 года, с учётом всех поправок, запрещает торговлю, как с вражескими, с Сирией, Ливаном и Ираном. Ирак признаётся вражеским государством, для которого распоряжением министра финансов сделано временное исключение. Закон о нарушителях границы от 1954 года, с учётом всех поправок, устанавливает для граждан Израиля уголовную ответственность за посещение без специального разрешения министерства внутренних дел следующих стран, признанных вражескими: Иран, Сирия, Ливан, Ирак, Саудовская Аравия, Йемен. При незаконном проникновении на территорию Израиля гражданство этих стран является отягчающим обстоятельством. Помимо этих двух не совпадающих между собой версий перечня вражеских государств, в некоторых законопроектах (Об ограничениях на членов Кнессета, О нелегальных эмигрантах) предлагалось ввести новые либо дополнительные версии такого списка, с занесением в него Ливии, Афганистана, Пакистана и Судана, но они не были окончательно приняты.

### Взаимоотношения сЕвросоюзом
Израиль — ассоциированное с ЕС государство. Отношения между ними закреплены в Европейской политике соседства. Европейский союз является крупнейшим торговым партнером Израиля.
В связи со своим географическим положением и политическим устройством Израиль является важнейшим партнёром в проекте Средиземноморского союза и участником барселонского процесса евро-средиземноморского сотрудничества. Израиль является наиболее важной частью будущего весьма перспективного газопровода североафриканского природного газа в ЕС.
С 1995 года Израиль является членом Средиземноморского диалога, который стимулирует взаимодействие между семью странами Средиземноморского бассейна и членами НАТО.
Бывший Верховный представитель Европейского Союза по общей внешней политике и политике безопасности Хавьер Солана заявил в 2009 году, что у Израиля очень важные отношения с ЕС, которые почти полностью сотрудничают посредством участия в программах ЕС.
С 2014 года Израиль является членом европейской научной организации ЦЕРН, став единственным членом, географически расположенным за пределами Европы, но имеющим тесные политические, экономические и социо-культурные связи с ней (что также позволяет Израилю участвовать в иных европейских и западных транснациональных структурах и организациях).

### Взаимоотношения с НАТО
Израиль является одним из основных союзников США, не входящих в НАТО. Он активно участвует в программе «Средиземноморский диалог». Данное участие и не только являются причинами открытия в 2016 году постоянного представительства альянса.

### Израиль — Россия
Во второй половине 2007 года правительство России обратилось к правительству Израиля с предложением ввести безвизовый режим между двумя странами. После нескольких месяцев работы дипломатических ведомств двух стран документы были подготовлены. 20 марта 2008 года министр иностранных дел Российской Федерации Сергей Лавров и министр иностранных дел Государства Израиль Ципи Ливни подписали соглашение об отмене визового режима между Россией и Израилем. После подписания документ был утверждён правительствами и парламентами Государства Израиль и Российской Федерации.
Визовый режим был отменён 20 сентября 2008 года.

### Страны, не признающие государство Израиль, или не имеющие / прервавшие с ним отношения

#### Не признают государство Израиль
К 2020 году Израиль не получил признания от 18 стран:
- Алжир[38]
- Афганистан
- Бангладеш
- Бруней
- Джибути
- Индонезия
- Ирак
- Йемен
- КНДР
- Коморы[39]
- Кувейт
- Ливан
- Ливия[40]
- Малайзия
- Пакистан
- Саудовская Аравия
- Сирия
- Сомали[41][42][43]

К 2020 году насчитывается 1 государство, которое разорвало отношения и отказалось от признания Израиля (в скобках указан период дип. отношений):
- Иран (1948—1951, 1953—1979)

#### Не имеют в настоящее время дипломатических отношений
К 2020 году 9 стран, признавая Израиль, не имеют с ним дипломатических отношений (в скобках указан период дип. отношений):
- Венесуэла (1947—2009)[44]
- Катар (1996—2009)
- Куба (1949—1973)[45]
- Мавритания (2000—2009)
- Мали (1960—1973)
- Мальдивы (1965—1974, 2009—2014)
- Нигер (1960—1973, 1996—2002)
- Оман (1996—2000)
- Тунис (1996—2000)
- Колумбия (1950—2024)